# Kissalló
Kissalló (szlovákul Tekovské Lužianky, korábban Malé Šarluhy) Nagysalló településrésze, korábban önálló falu Szlovákiában, a Nyitrai kerület Lévai járásában.

## Fekvése
Lévától 25 km-re délnyugatra fekszik.

## Története
1347-ben „Kyssarlou”, illetve „Kyssalow” alakban említik először. Zselizi nemesek birtokolták. A 16. században részben az esztergomi érsekséghez, részben Léva várának uradalmához tartozott.  1535-ben 12 portája volt. 1601-ben 45 ház állt a faluban. 1715-ben 17 adózója volt, közülük 5 kézműves. 1786-ban 60 házában 306 lakos élt. 1828-ban 56 házát 371-en lakták.
Vályi András szerint „Kis Salló, vagy Sarló. Magyar falu Bars Várm. földes Urai több Urak, lakosai katolikusok, és másfélék is; Kis Salló, Nagy Sallónak filiája; határja meglehetős.”
Fényes Elek szerint „Salló (Kis), magyar falu, Honth vgyében, a Szikincze mellett, 75 kath., 508 ref. lak. Ref. anyatemplom. Sok és jó rét s legelő. Nagy juh- és lótenyésztés. Szőlőhegye jeles bort terem. Ut. p. Zeliz. Birja gr. Eszterházy Jánosnő.”
A lakosság száma 1890-ben érte el csúcspontját, ekkor 705-en éltek a községben.
A trianoni békeszerződésig Bars vármegye Lévai járásához tartozott. 1938 és 1945 között újra Magyarország része volt. 1965-ben csatolták Nagysallóhoz.

## Népessége
1910-ben 604, túlnyomórészt magyar lakosa volt.
2001-ben Nagysalló 2926 lakosából 1771 szlovák és 1035 magyar volt.

## Neves személyek
- Itt született 1720. február 6-án Bajzáth József veszprémi püspök.

## Külső hivatkozások
- Nagysalló hivatalos oldala
- Községinfó
- Nagysalló Szlovákia térképén
- E-obce.sk Archiválva 2007. október 24-i dátummal a Wayback Machine-ben